# Lee Chong-kap
Lee Chong-kap oder auch Li Jong-kap (koreanisch 이종갑; * 18. März 1918 in Longjing, Republik China; † 1993) war ein südkoreanischer Fußballspieler.

## Karriere
Lee war Teil des Kaders der südkoreanischen Nationalmannschaft bei der Weltmeisterschaft 1954 und wurde hier in der Gruppenphase gegen die Türkei eingesetzt.